# Pokklaw Anan
Pokklaw Anan (thailändisch ปกเกล้า อนันต์, * 4. März 1991 in Bangkok), auch als Pok (thailändisch ปก) bekannt, ist ein thailändischer Fußballspieler.

## Karriere

### Verein
Pokklaw Anan erlernte das Fußballspielen bei der Schulmannschaft der Suankularb-Wittayalai-Schule. Seinen ersten Vertrag unterschrieb er 2009 bei damaligen Zweitligisten Thai Honda FC in Bangkok. Bis 2010 spielte er 28 Mal für den Klub und schoss dabei drei Tore. 2011 wechselte er in die erste Liga des Landes, der Thai Premier League und unterschrieb einen Vertrag bei Police United, ebenfalls ein Verein aus Bangkok. Nach 89 Spielen und 13 Toren für Police ging er 2016 zum ebenfalls in der ersten Liga spielenden Chonburi FC nach Chonburi. Nach einem Jahr und 20 Spielen für Chonburi unterschrieb er 2017 einen Vertrag beim Erstligisten Bangkok United in Bangkok. 2018 und 2023 wurde er mit dem Hauptstadtverein Vizemeister. Am 28. Mai 2023 stand er mit dem Verein im Finale des thailändischen Pokals. Hier unterlag man dem Erstligisten Buriram United mit 0:2. Am 5. August 2023 gewann er mit Bangkok United den thailändischen Super Cup. Das Spiel gegen den Meister Buriram United im Rajamangala Stadium gewann man mit 2:0. Am Ende der Saison 2023/24 feierte er mit dem Verein die Vizemeisterschaft. Am 15. Juni 2024 gewann er mit Bangkok United den FA Cup. Das Endspiel gegen den Zweitligisten Dragon Pathumwan Kanchanaburi FC gewann man im Elfmeterschießen. Am Ende der Saison 2024/25 feierte er mit Bangkok seine vierte Vizemeisterschaft.

### Nationalmannschaft
2010 spielte Pokklaw Anan sechs Mal in der thailändischen U-19-Nationalmannschaft. 18 Mal trug er das Trikot der U-23-Nationalmannschaft, wobei er 5 Tore erzielte. Seit 2011 spielt er in der thailändischen Nationalmannschaft. Bis heute lief er 40 Mal für Thailand auf. Sein Debüt gab er am 28. Juli 2011 im WM-Qualifikationsspiel gegen Palästina.

## Erfolge

### Verein
Police United
- Thailändischer Zweitligameister: 2015

Bangkok United
- Thailändischer Vizemeister: 2018, 2022/23,  2023/24, 2024/25
- Thailändischer Pokalsieger: 2023/24
- Thailändischer Pokalfinalist: 2022/23
- Thailändischer Supercup-Sieger: 2023

### Nationalmannschaft
Thailand U23
- Sea Games: 2013

Thailand
- ASEAN Football Championship: 2016
- King’s Cup: 2017
- Südostasienmeisterschaft: 2021